# Грузинский национальный музей
Грузинский национальный музей (груз. საქართველოს ეროვნული მუზეუმი, сак’арт’велос эровнули музеуми) — грузинская музейная сеть, которая объединяет несколько ведущих музеев из различных частей страны.

## История
Основана 30 декабря 2004 года, чтобы объединить управление следующими музеями:
- Музей Грузии им. Симона Джанашиа, Тбилиси
- Самцхе-Джавахетский исторический музей имени Иванэ Джавахишвили, Ахалцихе
- Этнографический музей имени Гиоргия Читаиа, Тбилиси
- Государственный музей искусств Грузии, Тбилиси, и его филиалов
- Музей советской оккупации, Тбилиси
- Дманисский музей-заповедник истории и археологии, Дманиси
- Археологический музей-заповедник в Вани, Вани
- Музей истории Тбилиси, Тбилиси
- Сванетский музей истории и этнографии, Местиа
- Институт палеобиологии, Тбилиси
- Сигнахский музей, Сигнахи
- Дом-музей Иване Мачабели (село Тамарашени, ныне на территории Южной Осетии, музей подвергся разрушению в начале 2000-х[2])
- Национальная картинная галерея Грузии, Тбилиси
- Институт археологии (Тбилиси), Тбилиси

Грузинский национальный музей был создан в рамках структурных, институциональных и правовых реформ, направленных на модернизацию управления учреждениями в формате единой сети, а также на координацию научно-исследовательских и образовательных мероприятий. С момента основания музеем руководит член-корреспондент АН Грузии профессор Давид Лордкипанидзе